# مارك فورد
مارك فورد (بالإنجليزية: Mark Ford)‏ (10 أكتوبر 1975 في المملكة المتحدة - ) هو لاعب كرة قدم بريطاني في مركز الوسط. شارك مع منتخب إنجلترا تحت 21 سنة لكرة القدم. أما مع النوادي، فقد لعب مع ليدز يونايتد ونادي بيرنلي ونادي توركي يونايتد وK.F.C. Lommel S.K. ‏ وليه جنيسيس ‏ ونادي هاروجيت تاون وTadcaster Albion A.F.C. ‏ ودارلينجتون إف سى.

## وصلات خارجية
- مارك فورد على موقع قاعدة بيانات كرة القدم.إي يو (الإنجليزية)
- مارك فورد على موقع Soccerbase.com (لاعب) (الإنجليزية)
- مارك فورد على موقع عالم كرة القدم.نت (الإنجليزية)